# Sant Martí de Sarroca de Bellera
Sant Martí de Sarroca de Bellera és una ermita romànica del poble de Sarroca de Bellera, pertanyent al terme de Sarroca de Bellera, del Pallars Jussà.
Està situada a ponent del poble, a uns 800 metres de distància, en el lloc conegut com les Estanys.
Només se'n conserven algunes restes, que permeten identificar una església del segle xi.
A la Gran Geografia Comarcal de Catalunya es dona sant Salvador com a advocació d'aquesta església.